# Camille Peugny
Camille Peugny est un sociologue français né en 1981. Il est professeur de sociologie à l'université Versailles-Saint-Quentin et associé au laboratoire PRINTEMPS. Ses recherches portent sur le déclassement, la reproduction sociale, la mobilité sociale, et plus généralement sur la stratification sociale et les inégalités sociales en France et en Europe.
Il est également membre du Centre de recherches sociologiques et politiques de Paris (CRESPPA-CSU) et associé à l’Observatoire sociologique du changement (OSC, Sciences-Po). Jusqu'en 2018, il était maître de conférences à l'Université Paris-VIII.

## Travaux
Dans son ouvrage Le déclassement, issu d'une thèse de doctorat en sociologie soutenue à Sciences Po en 2007, Camille Peugny décrit l'expérience vécue par les générations nées dans les années 1960, confrontées à de sévères trajectoires de déclassement alors même que leur niveau d'éducation est sans précédent.
Par la suite, le thème du déclassement a pris une importance croissante dans le débat public et est devenu une question sociologique majeure. Quelques mois après la parution de l'ouvrage, Nathalie Kosciusko-Morizet, alors secrétaire d'État à la Prospective, commande un rapport au Conseil d'analyse stratégique, destiné à mesurer l'ampleur réelle du phénomène. Sa publication occasionne une réponse assez vive de Camille Peugny, qui en conteste les conclusions dans une tribune publiée par le journal Le Monde.
Dans son ouvrage Le destin au berceau : inégalités et reproduction sociale paru en 2013, Camille Peugny a étudié la reproduction sociale en France. Il met en cause l'intensité de la reproduction des inégalités dans la France du début des années 2010 et plaide pour l'avènement d'une école réellement démocratique, ainsi que pour la mise en place d'un vrai dispositif public d'accès à l'autonomie des jeunes générations.
La même année, il contribue avec Cécile Van de Velde à l'écriture d'une série de trois documentaires produits par Yami2 et diffusés sur France Télévision, ainsi qu'à la rédaction du questionnaire de l'opération « Génération Quoi ? », une consultation par Internet à destination des 18-34 ans, et à laquelle plus de 230 000 jeunes participent. Les premiers résultats ont été publiés par le journal Le Monde en février 2014.

## Ouvrages

### Livres
- Florent Gougou, Vincent Tiberj, Soline Laplanche-Servigne et Camille Peugny, Les mots des présidentielles, Paris, Presses de Sciences Po (P.F.N.S.P.), coll. « Nouveaux Débats », 2007, 200 p. (ISBN 978-2-7246-1009-3, BNF 40992866, présentation en ligne)
- Le déclassement, Paris, Grasset, coll. « Mondes vécus », 2009, 173 p. (ISBN 978-2-246-73681-3, ISSN 1965-8737, OCLC 470731835, BNF 41416005)[6],[7],[8]
- La montée du déclassement, Paris, La Documentation française, coll. « Problèmes politiques et sociaux » (no 976), 2010 (OCLC 751137134)
- Le destin au berceau : Inégalités et reproduction sociale, Paris, Le Seuil, coll. « République des idées », 2013, 111 p. (ISBN 978-2-02-109608-8, OCLC 841184306, BNF 43550229)[9],[10]
- Pour une politique de la jeunesse, Paris, Le Seuil, coll. « République des idées », 2022.

### Articles
- « Les enfants de cadres : fréquence et ressorts du déclassement », dans Paul Bouffartigue, Charles Gadéa et Sophie Pochic (dir.), Cadres, classes moyennes : vers l’éclatement, Paris, Armand Colin, coll. « Recherches », 2011 (ISBN 9782200255909, DOI 10.3917/arco.bouff.2011.01.0173, présentation en ligne), p. 173-186
- Cécile Van de Velde et Camille Peugny, « Être citoyen d’une société dont on se sent exclu : le rapport au politique de deux générations de jeunes », dans Valérie Becquet, Patricia Loncle et Cécile Van de Velde, Politiques de jeunesse : le grand malentendu, Nîmes, Champ social, coll. « Questions de société », 2012 (DOI 10.3917/chaso.becqu.2012.01.0219, présentation en ligne), p. 219-234
- Camille Peugny et Cecile Van de Velde, « Repenser les inégalités entre générations », Revue française de sociologie, Saint-Germain, Presses de Sciences Po, vol. 54, no 4,‎ 2013, p. 641-662 (ISBN 9782724633405, DOI 10.3917/rfs.544.0641, lire en ligne)
- Léa Morabito et Camille Peugny, chap. 2 « Les chemins de la précarité », dans Céline Braconnier et Nonna Mayer, Les inaudibles. Sociologie politique des précaires, Paris, Presses de Sciences Po (P.F.N.S.P.), coll. « Académique », 2015 (ISBN 9782724616958, présentation en ligne), p. 51-78
- Camille Peugny, « Les classes populaires ne s'intéressent pas à la politique », dans Olivier Masclet, Séverine Misset et Tristan Poullaouec, La France d'en bas ? : idées reçues sur les classes populaires, Éditions du Cavalier bleu, 2019 (ISBN 979-1031803739)

### Entretiens
- « “La mobilité sociale est en panne”, entretien avec Camille Peugny, sociologue, maître de conférences à l’université de Paris 8 », sur Observatoire des inégalités, 11 avril 2013 (consulté le 23 mai 2016)
- « “Les classes sociales ne disparaissent pas, elles changent de visage”. Entretien avec Camille Peugny, sociologue », sur Observatoire des inégalités, 12 janvier 2016 (consulté le 23 mai 2016)